# فریتس اشتراسمان
فریتس اشتراسمان (به آلمانی: Fritz Straßmann) ‏ (زاده ۲۲ فوریه ۱۹۰۲ – درگذشته ۲۲ آوریل ۱۹۸۰) شیمیدان آلمانی بود.
وی دستیار اتو هان در انجام اولین شکافت هسته ای اتم اورانیم در سال ۱۹۳۸ بود.
تحصیلات خود را در رشته شیمی در سال ۱۹۲۰ در دانشگاه فنی هانوور آغاز کرد و در سال ۱۹۲۹ موفق به اخذ مدرک Ph.D گردید. وی در دانشگاه مشغول به کار شد زیرا در آن زمان موقعیت کاری مناسب در بیرون از دانشگاه وجود نداشت.

## جستارهای ویژه
- اتو هان
- لیزه مایتنر
- شکافت هسته ای
- اورانیم